# Зіскінд Євген Мойсейович
Євге́н Мойсе́йович Зі́скінд (нар. 6 червня 1926, Харків — пом. 28 квітня 1988, Харків) — український актор і режисер цирку. Головний режисер Харківського цирку (1953—1974). Учень Леонтія Дубовика.

## Життєпис
З 1943 — артист Харківського театру естради та мініатюр.
Студентом брав участь у циркових парадах, клоунських антре (у ролі Білого клоуна).
1953 — закінчує Харківський інститут театрального мистецтва (учень Леонтія Дубовика).
1953—1974 — працює в Харківському цирку головним режисером.
З 1975 — директор і художній керівник Харківської філії Всесоюзної дирекції з підготовки циркових програм.
З 1960 вів клас циркової режисури в Харківському інституті театрального мистецтва.
1970—1988 — викладач режисури Харківського інституту культури.
Кандидат мистецтвознавства (1971), доцент.

## Постановки
- «Подорож до Індії» (1958), ілюзійний атракціон під керівництвом Анатолія Фурманова
- «Гімалайські ведмеді» (1980-ті роки), номер Луїджі Безано
- «Циркові сувеніри»
- «Про клоуна Макса, хлопчину Льоню і червоне знамено»

## Твори
- Зіскінд Є. М. Український цирк / Є. М. Зіскінд // Соціалістична Харківщина. — 1956. — 18 лип. — С. 4.
- «Режиссер на арене цирка» (Москва, 1971)(рос.)
- «Писатель, режиссер, теоретик» / Е. Зискинд // Советская эстрада и цирк. — 1970. — № 9. — С. 20-21(рос.)